# Sweet Little Sixteen
Sweet Little Sixteen ist ein Rock-’n’-Roll-Song, der von Chuck Berry geschrieben und zuerst aufgenommen wurde. Er erschien im Januar 1958 auf Chess 1683. Der Song erreichte Platz 2 der amerikanischen Charts und Platz 1 der Billboard R & B Charts, den der Titel drei Wochen lang belegte. Vom Magazin Rolling Stone wurde das Lied im Jahr 2004 auf Platz 274 der 500 größten Songs aller Zeiten gesetzt.

## Text
Der Text erzählt von Rock-’n’-Roll-Fans, insbesondere von einem jungen Mädchen (“She's just got to have about half a million framed autographs”). Sie bettelt darum, ein Konzert besuchen zu dürfen (“Oh daddy daddy I beg of you whisper to mommy it's all right with you”). Danach schildert der Song, was das Mädchen trägt (“Tight dress and lipstick she's sportin' high heel shoes”). Aber am nächsten Tag ist sie wieder das brave Mädchen und geht in die Schule (“Oh, but tomorrow morning she'll have to change her trend and be sweet sixteen and back in class again”).

## Coverversionen
Coverversionen gibt es zum Beispiel von
- The Animals
- The Beatles
- Pat Boone
- Eddie Cochran
- Marianne Faithfull
- John P. Hammond
- John Lennon
- Jerry Lee Lewis
- Little Richard
- Udo Lindenberg (als Süße kleine Sechzehn, auf dem Album Lindenbergs Rock Revue, 1978, übersetzt mit Horst Königstein)
- The Rattles
- The Rolling Stones
- The Searchers
- Bruce Springsteen
- Ringo Starr
- Vince Taylor
- Ten Years After

## Sonstiges
- Der Song wurde von einer jugendlichen Autogrammsammlerin inspiriert, der Chuck Berry auf einer Tour begegnete.[4]
- Nach einem Plagiatsstreit erhielt Chuck Berry Rechte am Song Surfin’ U.S.A. der Beach Boys, der die Melodie verwendete.[4]